# Caulerpa
Caulerpa je rod zelenih algi iz porodice Caulerpaceae, koje žive u toplim i umjereno toplim morima. 

## Izgled
Puzajuća stabljika je razgranata i za podlogu pričvršćena nitastim strukturama nalik korijenju. Prema svjetlu se iz stabljike razvijaju strukture slične listićima, koji ovisno o vrsti mogu biti različitog oblika. Ove alge su neobične po tome što se sastoje od samo jedne stanice koja ima mnogo staničnih jezgara i kloroplasta, pa su tako kaulerpe najveći jednostanični organizmi na svijetu. Usred udaranja valova ili ugriza biljojeda mogu nastati oštećenja ovih algi. Na mjestu oštećenja stvara se citoplazmatski čep koji zatvara ranu i onemogućuje curenje citoplazme.

## Razmnožavanje
Razmnožavaju se spolno i vegetativno. Vegetativno razmnožavanje odvija se otkidanjem i brzom regeneracijom dijelova alge. Pri spolnom razmnožavanju iz citoplazme se razvije vrlo velik broj mikroskopski sitnih gameta. U ranu zoru muške i ženske gamete izlaze iz roditeljske stanice, te se spajaju u zigotu koja tone na dno i razvija se u novu algu. Pritom roditeljska alga ugiba.

## Korištenje u prehrani
Neke vrste (posebno Caulerpa lentillifera i Caulerpa racemosa) jedu se pod nazivima morsko grožđe, zeleni kavijar i umi-budo u Okinawi. Imaju ljut okus. Jedu se u kuhinji Indonezije, ponekad svježe, a ponekad premazane šećerom. Uzgajaju se u filipinskoj provinciji Cebu, za domaću potrošnju, kao i za izvoz u Japan.

## Vrste
Trenutno poznate vrste ovog roda su:
1. Caulerpa agardhii Weber Bosse
2. Caulerpa alternans Womersley
3. Caulerpa ambigua Okamura
4. Caulerpa andamanensis (W.R.Taylor) Draisma, Prudhomme & Sauvage
5. Caulerpa antoensis Yamada
6. Caulerpa articulata Harvey
7. Caulerpa ashmeadii Harvey
8. Caulerpa bartoniae G.Murray
9. Caulerpa bikinensis W.R.Taylor
10. Caulerpa biserrulata Sonder
11. Caulerpa brachypus Harvey
12. Caulerpa brownii (C.Agardh) Endlicher
13. Caulerpa buginensis E.Verheij & Prud'homme van Reine
14. Caulerpa cactoides (Turner) C.Agardh
15. Caulerpa carruthersii G.Murray
16. Caulerpa chemnitzia (Esper) J.V.Lamouroux
17. Caulerpa cliftonii Harvey
18. Caulerpa constricta I.R.Price, Huisman & Borowitzka
19. Caulerpa corynephora Montagne
20. Caulerpa cupressoides (Vahl) C.Agardh
21. Caulerpa cylindracea Sonder
22. Caulerpa delicatula Grunow
23. Caulerpa denticulata Decaisne
24. Caulerpa dichotoma Svedelius
25. Caulerpa diligulata Kraft & A.J.K.Millar
26. Caulerpa ellistoniae Womersley
27. Caulerpa elongata Weber Bosse
28. Caulerpa falcifolia Harvey & Bailey
29. Caulerpa faridii Nizamuddin
30. Caulerpa fastigiata Montagne
31. Caulerpa fergusonii G.Murray
32. Caulerpa filicoides Yamada
33. Caulerpa filiformis (Suhr) Hering
34. Caulerpa flexilis J.V.Lamouroux ex C.Agardh
35. Caulerpa floridana W.R.Taylor
36. Caulerpa geminata Harvey
37. Caulerpa harveyi F.Müller ex Harvey
38. Caulerpa hedleyi Weber Bosse
39. Caulerpa heterophylla I.R.Price, J.M.Huisman & M.A.Borowitzka
40. Caulerpa hodgkinsoniae J.Agardh
41. Caulerpa holmesiana G.Murray
42. Caulerpa integerrima (Zanardini) M.J.Wynne, Verbruggen & D.L.Angel
43. Caulerpa juniperoides J.Agardh
44. Caulerpa kempfii A.B.Joly & S.M.B.Pereira
45. Caulerpa lagara Carruthers, Walker & Huisman
46. Caulerpa lamourouxii (Turner) C.Agardh
47. Caulerpa lanuginosa J.Agardh
48. Caulerpa lentillifera J.Agardh
49. Caulerpa lessonii Bory
50. Caulerpa longifolia C.Agardh
51. Caulerpa macra (Weber Bosse) Draisma & Prud'homme
52. Caulerpa macrodisca Decaisne
53. Caulerpa manorensis Nizamuddin
54. Caulerpa matsueana Yamada
55. Caulerpa megadisca Belton & Gurgel
56. Caulerpa mexicana Sonder ex Kützing
57. Caulerpa microphysa (Weber Bosse) Feldmann
58. Caulerpa murrayi Weber Bosse
59. Caulerpa nummularia Harvey ex J.Agardh
60. Caulerpa obscura Sonder
61. Caulerpa okamurae Weber Bosse
62. Caulerpa oligophylla Montagne
63. Caulerpa opposita Coppejans & Meinesz
64. Caulerpa papillosa J.Agardh
65. Caulerpa parvifolia Harvey
66. Caulerpa parvula Svedelius
67. Caulerpa paspaloides (Bory) Greville
68. Caulerpa pennata J.Agardh
69. Caulerpa pinnata C.Agardh
70. Caulerpa plumulifera Zanardini
71. Caulerpa prolifera (Forsskål) J.V.Lamouroux - tipična
72. Caulerpa pusilla (Kützing) J.Agardh
73. Caulerpa qureshii Nizamuddin
74. Caulerpa racemosa (Forsskål) J.Agardh
75. Caulerpa remotifolia Sonder
76. Caulerpa reniformis G.R.South & Skelton
77. Caulerpa reyesii Meñez & Calumpong
78. Caulerpa scalpelliformis (R.Brown ex Turner) C.Agardh
79. Caulerpa sedoides C.Agardh
80. Caulerpa selago (Turner) C.Agardh
81. Caulerpa serrulata (Forsskål) J.Agardh
82. Caulerpa sertularioides (S.G.Gmelin) M.Howe
83. Caulerpa seuratii Weber Bosse
84. Caulerpa simpliciuscula (R.Brown ex Turner) C.Agardh
85. Caulerpa spathulata Womersley & A.Bailey
86. Caulerpa subserrata Okamura
87. Caulerpa taxifolia (M.Vahl) C.Agardh
88. Caulerpa tongaensis Papenfuss
89. Caulerpa trifaria Harvey
90. Caulerpa urvilleana Montagne
91. Caulerpa veravalensis Thivy & V.D.Chauhan
92. Caulerpa verticillata J.Agardh
93. Caulerpa vesiculifera (Harvey) Harvey
94. Caulerpa vieillardii Kützing
95. Caulerpa vitifolia (Bonpland) J.V.Lamouroux
96. Caulerpa webbiana Montagne
97. Caulerpa zeyheri Kützing

## Sinonimi
- Ahnfeldtia Trevisan
- Caulerpella Prud’homme van Reine & Lokhorst
- Chauvinia Bory
- Corradoria Trevisan
- Herpochaeta Montagne
- Himandactylius Trevisan
- Stephanocoelium Kützing
- Tricladia Decaisne

## Vanjske poveznice
- Food and Agriculture Organization  Arhivirana inačica izvorne stranice od 15. ožujka 2007. (Wayback Machine)
- Iz Jadrana se povlači "alga ubojica"